# San Diego Open
San Diego Open, dawniej Mercury Insurance Open, Acura Classic, Southern California Open – kobiecy turniej tenisowy kategorii WTA Premier Series zaliczany do cyklu WTA Tour. Rozgrywany na kortach twardych w latach 1971–2013 i od 2022 roku. W latach 2008–2009 zawody nie odbyły się. Do roku 2010 turniej rozgrywano w San Diego, trzy ostatnie edycje (2011–2013) odbyły się w Carlsbadzie, a od 2022 roku turniej wrócił do San Diego (ranga WTA 500). W sezonie 2015 został rozegrany turniej WTA 125K Series.
W latach 2021–2022 rywalizowali w San Diego również mężczyźni w cyklu ATP Tour.

## Mecze finałowe

### Gra pojedyncza kobiet
| Rok                 | Mistrzyni              | Finalistka              | Wynik            |
| 2024                | Katie Boulter          | Marta Kostiuk           | 5:7, 6:2, 6:2    |
| 2023                | Barbora Krejčíková     | Sofia Kenin             | 6:4, 2:6, 6:4    |
| 2022                | Iga Świątek            | Donna Vekić             | 6:3, 3:6, 6:0    |
| ↑ WTA 500 ↑         |                        |                         |                  |
| 2015                | Yanina Wickmayer       | Nicole Gibbs            | 6:3, 7:6(4)      |
| ↑ WTA 125K series ↑ |                        |                         |                  |
| 2013                | Samantha Stosur        | Wiktoryja Azaranka      | 6:2, 6:3         |
| 2012                | Dominika Cibulková     | Marion Bartoli          | 6:1, 7:5         |
| 2011                | Agnieszka Radwańska    | Wiera Zwonariowa        | 6:3, 6:4         |
| 2010                | Swietłana Kuzniecowa   | Agnieszka Radwańska     | 6:4, 6:7(7), 6:3 |
| 2007                | Marija Szarapowa       | Patty Schnyder          | 6:2, 3:6, 6:0    |
| 2006                | Marija Szarapowa       | Kim Clijsters           | 7:5, 7:5         |
| 2005                | Mary Pierce            | Ai Sugiyama             | 6:0, 6:3         |
| 2004                | Lindsay Davenport      | Anastasija Myskina      | 6:1, 6:1         |
| 2003                | Justine Henin-Hardenne | Kim Clijsters           | 3:6, 6:2, 6:3    |
| 2002                | Venus Williams         | Jelena Dokić            | 6:2, 6:2         |
| 2001                | Venus Williams         | Monica Seles            | 6:2, 6:3         |
| 2000                | Venus Williams         | Monica Seles            | 6:0, 6:7(3), 6:2 |
| 1999                | Martina Hingis         | Venus Williams          | 6:4, 6:0         |
| 1998                | Lindsay Davenport      | Mary Pierce             | 6:3, 6:1         |
| 1997                | Martina Hingis         | Monica Seles            | 7:6(4), 6:4      |
| 1996                | Kimiko Date            | Arantxa Sánchez Vicario | 3:6, 6:3, 6:0    |
| 1995                | Conchita Martínez      | Lisa Raymond            | 6:2, 6:0         |
| 1994                | Steffi Graf            | Arantxa Sánchez Vicario | 6:2, 6:1         |
| 1993                | Steffi Graf            | Arantxa Sánchez Vicario | 6:4, 4:6, 6:1    |
| 1992                | Jennifer Capriati      | Conchita Martínez       | 6:3, 6:2         |
| 1991                | Jennifer Capriati      | Monica Seles            | 4:6, 6:1, 7:6(2) |
| 1990                | Steffi Graf            | Manuela Maleewa         | 6:3, 6:2         |
| 1989                | Steffi Graf            | Zina Garrison           | 6:4, 7:5         |
| 1988                | Stephanie Rehe         | Ann Grossman            | 6:1, 6:1         |
| 1987                | Raffaella Reggi        | Anne Minter             | 6:0, 6:4         |
| 1986                | Melissa Gurney         | Stephanie Rehe          | 6:2, 6:4         |
| 1985                | Annabel Croft          | Wendy Turnbull          | 6:0, 7:6(5)      |
| 1984                | Debbie Spence          | Betsy Nagelsen          | 6:3, 6:7, 6:4    |
| 1982                | Tracy Austin           | Kathy Rinaldi Stunkel   | 7:6, 6:3         |
| 1981                | Tracy Austin           | Pam Shriver             | 6:2, 5:7, 6:2    |
| 1980                | Tracy Austin           | Wendy Turnbull          | 6:1, 6:3         |
| 1979                | Tracy Austin           | Martina Navrátilová     | 6:4, 6:2         |
| 1971                | Billie Jean King       | Rosie Casals            | 3:6, 7:5, 6:1    |

### Gra pojedyncza mężczyzn
| Rok  | Mistrz            | Finalista      | Wynik    |
| 2022 | Brandon Nakashima | Marcos Giron   | 6:4, 6:4 |
| 2021 | Casper Ruud       | Cameron Norrie | 6:0, 6:2 |

### Gra podwójna kobiet
| Rok                 | Mistrzynie                               | Finalistki                               | Wynik            |
| 2024                | Nicole Melichar-Martinez Ellen Perez     | Desirae Krawczyk Jessica Pegula          | 6:1, 6:2         |
| 2023                | Barbora Krejčíková Kateřina Siniaková    | Danielle Collins Coco Vandeweghe         | 6:1, 6:4         |
| 2022                | Coco Gauff Jessica Pegula                | Gabriela Dabrowski Giuliana Olmos        | 1:6, 7:5, 10–4   |
| ↑ WTA 500 ↑         |                                          |                                          |                  |
| 2015                | Gabriela Cé Verónica Cepede Royg         | Oksana Kalasznikowa Tatjana Maria        | 6:4, 6:1         |
| ↑ WTA 125K series ↑ |                                          |                                          |                  |
| 2013                | Raquel Kops-Jones Abigail Spears         | Chan Hao-ching Janette Husárová          | 6:4, 6:1         |
| 2012                | Raquel Kops-Jones Abigail Spears         | Vania King Nadieżda Pietrowa             | 6:2, 6:4         |
| 2011                | Květa Peschke Katarina Srebotnik         | Raquel Kops-Jones Abigail Spears         | 6:0, 6:2         |
| 2010                | Marija Kirilenko Zheng Jie               | Lisa Raymond Rennae Stubbs               | 6:4, 6:4         |
| 2007                | Cara Black Liezel Huber                  | Wiktoryja Azaranka Anna Czakwetadze      | 7:5, 6:4         |
| 2006                | Cara Black Rennae Stubbs                 | Anna-Lena Grönefeld Meghann Shaughnessy  | 6:2, 6:2         |
| 2005                | Conchita Martínez Virginia Ruano Pascual | Daniela Hantuchová Ai Sugiyama           | 6:7(7), 6:1, 7:5 |
| 2004                | Cara Black Rennae Stubbs                 | Virginia Ruano Pascual Paola Suárez      | 4:6, 6:1, 6:4    |
| 2003                | Kim Clijsters Ai Sugiyama                | Lindsay Davenport Lisa Raymond           | 6:4, 7:5         |
| 2002                | Jelena Diemientjewa Janette Husárová     | Daniela Hantuchová Ai Sugiyama           | 6:2, 6:4         |
| 2001                | Cara Black Jelena Lichowcewa             | Martina Hingis Anna Kurnikowa            | 6:1, 4:6, 6:4    |
| 2000                | Lisa Raymond Rennae Stubbs               | Lindsay Davenport Anna Kurnikowa         | 4:6, 6:3, 7:6(6) |
| 1999                | Lindsay Davenport Corina Morariu         | Serena Williams Venus Williams           | 6:4, 6:1         |
| 1998                | Lindsay Davenport Natalla Zwierawa       | Alexandra Fusai Nathalie Tauziat         | 6:2, 6:1         |
| 1997                | Martina Hingis Arantxa Sánchez Vicario   | Amy Frazier Kimberly Po                  | 6:3, 7:5         |
| 1996                | Gigi Fernández Conchita Martínez         | Łarysa Neiland Arantxa Sánchez Vicario   | 4:6, 6:3, 6:4    |
| 1995                | Gigi Fernández Natalla Zwierawa          | Alexia Dechaume Sandrine Testud          | 6:2, 6:1         |
| 1994                | Jana Novotná Arantxa Sánchez Vicario     | Ginger Helgeson-Nielsen Rachel McQuillan | 6:3, 6:3         |
| 1993                | Gigi Fernández Helena Suková             | Pam Shriver Elizabeth Smylie             | 6:4, 6:3         |
| 1992                | Łarysa Neiland Jana Novotná              | Conchita Martínez Mercedes Paz           | 6:1, 6:4         |
| 1991                | Jill Hetherington Kathy Rinaldi Stunkel  | Gigi Fernández Nathalie Tauziat          | 6:4, 3:6, 6:2    |
| 1990                | Patty Fendick Zina Garrison              | Elise Burgin Rosalyn Fairbank            | 6:4, 7:6(5)      |
| 1989                | Elise Burgin Rosalyn Fairbank            | Gretchen Magers Robin White              | 4:6, 6:3, 6:3    |
| 1988                | Patty Fendick Jill Hetherington          | Betsy Nagelsen Dinky Van Rensburg        | 7:6(10), 6:4     |
| 1987                | Jana Novotná Catherine Suire             | Elise Burgin Sharon Walsh                | 6:3, 6:4         |
| 1986                | Beth Herr Alycia Moulton                 | Elise Burgin Rosalyn Fairbank            | 5:7, 6:2, 6:4    |
| 1985                | Candy Reynolds Wendy Turnbull            | Rosalyn Fairbank Susan Leo               | 6:4, 6:0         |
| 1982                | Kathy Jordan Paula Smith                 | Pat Medrado Claudia Monteiro             | 6:3, 5:7, 7:6    |
| 1981                | Kathy Jordan Candy Reynolds              | Rosie Casals Pam Shriver                 | 6:1, 2:6, 6:4    |
| 1980                | Tracy Austin Ann Kiyomura                | Rosie Casals Wendy Turnbull              | 3:6, 6:4, 6:3    |
| 1979                | Rosie Casals Martina Navrátilová         | Ann Kiyomura Betty-Ann Stuart            | 3:6, 6:4, 6:2    |
| 1971                | Rosie Casals Billie Jean King            | Judy Tegart-Dalton Françoise Durr        | 6:7, 6:2, 6:3    |

### Gra podwójna mężczyzn
| Rok  | Mistrzowie                        | Finaliści                 | Wynik             |
| 2022 | Nathaniel Lammons Jackson Withrow | Jason Kubler Luke Saville | 7:6(5), 6:2       |
| 2021 | Joe Salisbury Neal Skupski        | John Peers Filip Polášek  | 7:6(2), 3:6, 10–5 |